# サンリブくりえいと宗像
サンリブくりえいと宗像（サンリブくりえいとむなかた）は、福岡県宗像市くりえいと一丁目にある大型商業施設（ショッピングセンター）である。

## 概要
土穴・須恵土地区画整理事業によって整備されたくりえいと地区内に、2000年（平成12年）11月15日開業した。
株式会社サンリブはこの店舗の開業にあたり、65億円を投資した。
年商は2007年時点で約130億円であり、サンリブとしてはサンリブシティ小倉の約150億円に次いで第2位である。

## 沿革
- 2000年（平成12年）11月15日 - 開業。
- 2006年～2007年 - 1階を増築し、売場面積拡大。フードコートを平面駐車場前へ移転。
- 2020年10月18日 - TSUTAYAサンリブ宗像店における書籍取扱開始に伴い、書籍コーナーの営業終了。
- 2021年
  - 3月3日 - 1階食品売場がリニューアルオープン。
  - 10月 - フードコートがリニューアルオープン。

## フロア構成
| 階   | フロア概要                   | 駐車場台数 |
| ---- | ---------------------------- | ---------- |
| 屋上 | 駐車場                       | 450台      |
| ４   | 駐車場                       | 450台      |
| ３   | 駐車場                       | 450台      |
| ２   | くらしとファッションのフロア |            |
| １   | 食品とファッションのフロア   | 450台      |

### 主要テナント
- ユニクロ（2階）
- スペースタイム25（2階）
- TSUTAYA、タリーズ（2階）
- 井筒屋宗像ショップ（1階）
- 西松屋（1階）
- 西日本シティ銀行赤間支店（1階）

## 交通アクセス
最寄り駅　JR九州鹿児島本線 赤間駅から徒歩9分（710m）
バス　西鉄バス宗像 「くりえいと一丁目」バス停すぐ